# 中ノ目 (郡山市)
中ノ目（なかのめ）は、福島県郡山市に所在する町丁である。郵便番号は963-0216。

## 地理
郡山市中西部の行政区である富田町に属する。北で富田町、東で富田西、南から西にかけ片平町とそれぞれ隣接する。片平中ノ目土地区画整理事業の換地処分により片平町より分離新設され、片平地区から富田地区へ移管された区域であり、、一級水系阿武隈川水系逢瀬川左岸に位置する。全域が一丁目であり、それ以外は設置されていない。南側の大部分を商業施設が占め、その北側に住宅地が立地する。片平町に所在する郡山北警察署片平駐在所、および喜久田町卸に所在する郡山消防署喜久田基幹分署がそれぞれ管轄にあたる。

## 世帯数と人口
2024年1月1日現在の世帯数と人口は以下の通りである。
| 町丁   | 世帯数 | 人口  |
| ------ | ------ | ----- |
| 中ノ目 | 45世帯 | 140人 |

## 小・中学校の学区
市立小・中学校に通う場合、学区は以下の通りとなる。
| 番地 | 小学校               | 中学校                 |
| ---- | -------------------- | ---------------------- |
| 全域 | 郡山市立富田西小学校 | 郡山市立郡山第六中学校 |

## 交通

### 道路
- 東北自動車道（東に並走する市道までが当区域であり、高速道路施設は西隣の片平町に位置する。）
- 市道富田西三丁目富田西四丁目1号線（都市計画道路諏訪前西ノ山線）

## 施設等
- ヨークタウン片平
  - ヨークベニマル 片平店
  - ダイソー ヨークタウン片平店
- 中ノ目公園